# Maupihaa
Maupihaa, couramment appelé Mopelia, est un atoll du groupe des Îles Sous-le-Vent de l'archipel des îles de la Société. L'atoll est rattaché administrativement à la commune de Maupiti.

## Géographie
Situé à 72 km à l'est-sud-est de Manuae et à 465 km à l'ouest de Tahiti, Maupihaa est un petit atoll de forme ovale avec une surface de 2,6 km2 de terres émergées. Il possède un lagon de 6,5 km de longueur et 6 km de largeur maximales. L'atoll fait partie de la commune de Maupiti.

## Histoire
Des traces archéologiques de peuplement polynésien ont été trouvées sur l'atoll. La première mention de l'atoll a été faite par le marin anglais Samuel Wallis en 1767.
En août 1917 eut lieu le naufrage du navire de guerre allemand Seeadler, victime d'un tsunami,dont le commandant était le comte Felix von Luckner (1881-1966), arrière petit-fils du maréchal de France Nicolas Luckner (1722-1794). Les naufragés appelent l'ile Cäcilieninsel.
Le 11 février 1976, prévenus qu'une personne gravement blessée est bloquée sur l’atoll, neuf sauveteurs se portent volontaires pour une expédition de sauvetage malgré des conditions climatiques épouvantables. Tous trouveront la mort en mer.

## Économie
Dépourvu d'infrastructure, l'atoll héberge une vingtaine d'habitants (une dizaine de familles) qui vivent de la récolte d'huîtres perlières et de coprah (entre 30 et 40 tonnes par an). Normalement, Maupihaa est relié deux fois par an à Maupiti par le navire Tahiti Nui VIII qui reste deux jours sur place, cependant il arrive que certaines rotations ne puissent se faire en raison de la météo, laissant les habitants isolés et les récoltes non chargées.